# Communauté de communes du pays de Saillans
La communauté de communes du Pays de Saillans est une ancienne communauté de communes française, située dans le département de la Drôme, en région Rhône-Alpes.

## Composition
Elle est composée des 11 communes suivantes :
| Nom                    | Code Insee | Gentilé           | Superficie (km2) | Population (dernière pop. légale) | Densité (hab./km2) |
| ---------------------- | ---------- | ----------------- | ---------------- | --------------------------------- | ------------------ |
| Saillans (siège)       | 26289      | Saillanais        | 36,15            | 1 231 (2014)                      | 34                 |
| Aubenasson             | 26015      | Aubenassonnais    | 6,69             | 65 (2014)                         | 9,7                |
| Aurel                  | 26019      | Auréliens         | 26,26            | 236 (2014)                        | 9                  |
| Chastel-Arnaud         | 26080      | Chastelois        | 12,65            | 41 (2014)                         | 3,2                |
| La Chaudière           | 26090      | Chaudièrois       | 12,17            | 20 (2014)                         | 1,6                |
| Espenel                | 26122      | Espenélois        | 15,06            | 153 (2014)                        | 10                 |
| Rimon-et-Savel         | 26266      | Rimondiers        | 12,31            | 30 (2014)                         | 2,4                |
| Saint-Benoit-en-Diois  | 26296      | Saint-Bénédictins | 11,17            | 26 (2014)                         | 2,3                |
| Saint-Sauveur-en-Diois | 26328      | Salvatoriens      | 6,95             | 56 (2014)                         | 8,1                |
| Vercheny               | 26368      | Verchenois        | 11,19            | 446 (2014)                        | 40                 |
| Véronne                | 26371      | Véronnois         | 21,31            | 41 (2014)                         | 1,9                |

## Compétences
La communauté de communes du Pays de Saillans exerçait les compétences suivantes :
- aménagement de l'espace communautaire (SCOT et schéma de secteur) ;
- développement économique et touristique : gestion de zones d'activités économiques (ZAC d'intérêt communautaire, dont celle de la Tuilière) ; actions (promotion du territoire, aide au développement des entreprises) ; développement touristique ;
- protection et mise en valeur de l'environnement : gestion des chemins de randonnées dans le cadre du PDIPR[Quoi ?], gestion de la rivière Drôme ; déchets ;
- politique du logement et du cadre de vie d'intérêt communautaire (programme local de l'habitat, toutes opérations liées à l'amélioration de l'habitat, réhabilitation du patrimoine communautaire) ;
- gestion du personnel intercommunal ;
- service de lutte contre l'incendie ;
- secteur social et insertion : petite enfance, personnes âgées, « emploi et suivi des jeunes et insertion sociale des publics en difficulté » ;
- culture, sport et restauration sociale : gestion « de la cuisine intercommunale et de la salle de restauration scolaire du « Cresta » à Saillans en conformité avec les conventions passées avec les communes », d'une salle d'animations multimédia, ainsi que « tout projet sportif et culturel répondant à un intérêt général de la population du territoire de la communauté de communes ».
- développement local : possibilité de contractualisation avec UE, État, Région et Département.